# Streimannia
Streimannia is een monotypisch geslacht van schimmels in de familie Roccellaceae. Het bevat alleen de soort Streimannia varieseptata.